# Bintang (öl)

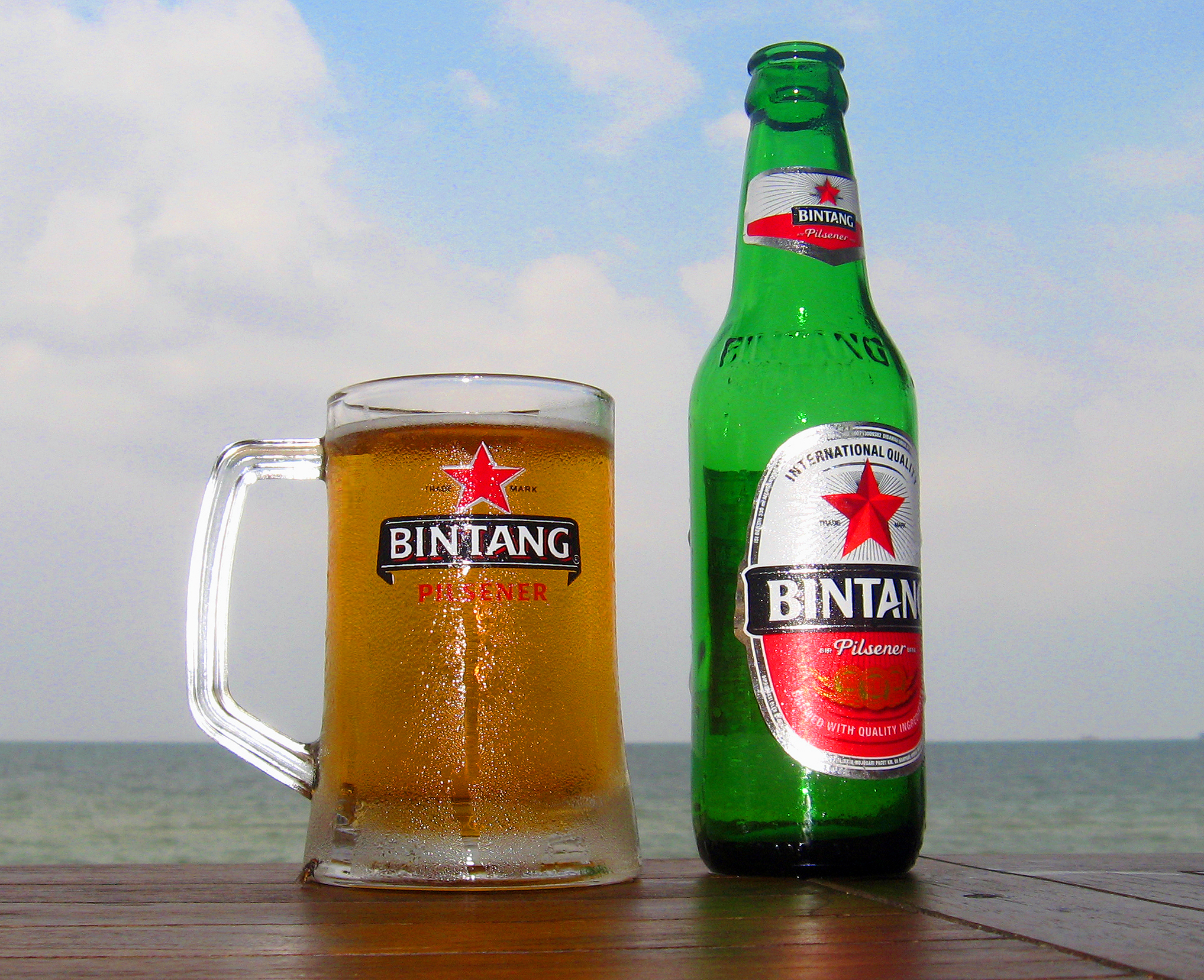
En flaska Bintang upphälld i glas.

Bintang (indonesiska: Bir Bintang "Stjärnöl") är ett populärt indonesiskt öl som tillverkas av Multi Bintang, ett indonesiskt dotterbolag till Heineken.
Bintang är det mest populära ölet i Indonesien och har blivit känt i västvärlden i och med att det ofta konsumeras av västerländska turister på Bali.
Ursprunget till ölet är från den tiden då Indonesien var en nederländsk koloni, då nederländska nybyggare tog med sig öltraditionen till Indonesien, när Indonesien blev självständigt blev också Multi Bintang ett eget bryggeri, men fortfarande ägt av Heineken som deras indonesiska varumärke.
Styrkan ligger vanligtvis på cirka 4,7 procent.